# Breakdance
Pour les articles homonymes, voir Breakdance (attraction) et Break.
 (septembre 2021).
Si vous disposez d'ouvrages ou d'articles de référence ou si vous connaissez des sites web de qualité traitant du thème abordé ici, merci de compléter l'article en donnant les références utiles à sa vérifiabilité et en les liant à la section « Notes et références ».
 (janvier 2016).
Sa qualité peut être largement améliorée en utilisant un vocabulaire plus directement compréhensible.
La breakdance, aussi appelé breaking, break, b-boying, b-girling est un style de danse développé à New York dans les années 1970, caractérisé par ses mouvements de corps saccadés, son aspect acrobatique et ses figures au sol. Un danseur de breaking est appelé Bboy ou b-boy (pour un homme), Bgirl  ou b-girl (pour une femme).
Bien qu’on pense qu'il est né aux États-Unis, des archives montrent qu'une forme de breaking était dansée en Afrique, plus exactement à Kaduna, au Nigéria, dans les années 1950.
Il y a souvent un amalgame entre le breaking et d'autres danses. Quand la presse s'y intéresse, au début des années 1980, elle ignore qu'une véritable culture de la danse a toujours été omniprésente aux États-Unis ; elle y voit un phénomène spontané et labellise toutes les nouvelles danses sous le terme unique de « breakdance ». Parmi ces danses assimilées au breaking, il y a : le good foot, le popcorn, le funky chicken, le locking, le hustler, le popping (avec le smurf ou l'electric boogaloo, créé par les Electric Boogaloos), le hip-hop « new style » (dit « new school » aux États-Unis[réf. nécessaire]) et encore par exemple le krump, créé par Tight Eyez et Big Mijo. Ces danses étaient très populaires à l'époque des débuts du break et certains b-boys l'incluent dans leur programme.
Voici des noms de groupe demouvement : les systèmes, les backwork, les huperwork, les backwork, les powermouve(ect : le 24), les killermouve, etc.[incompréhensible]

## Histoire

### Origine
Il est difficile de dater précisément une genèse du breaking. 
Dans le documentaire Freshests Kids, Trac2 de Starchild La rock explique que d’aussi loin qu’il le sache (il appuie sur le fait que c’est SON point de vue), les fondations du break ne sont pas arrivées avant 1970. Il y avait des breakers qui avaient l’habitude de breaker principalement debout. (Le terme break vient de DJ Kool Herc qui utilisait les breaks de ses disques pour chauffer la piste en les faisant tourner en boucle, par une technique de DJ qu'il appelait « Merry Go Round »). Kool Herc expliquait que sa technique rendait les danseurs fous, au point qu'ils atteignaient un point de non-retour (point-break)

Melle Mel (MC des Grandmaster Flash and the Furious Five) : « C’était comme un nouveau mouvement, gigantesque, quelque chose de spontané qui est arrivé dans les parcs. » Melle Mel explique que l’un des frères Nigga Twins avait l’habitude de descendre au sol pendant les soirées de DJ Kool Herc et que l'un des mouvements qu'il pratiquait ainsi consistait à tourner sur lui-même. Le MC ajoute que c’est la première fois qu’il voyait quelqu’un descendre au sol.

### Âge d'or new-yorkais (1977-1986)

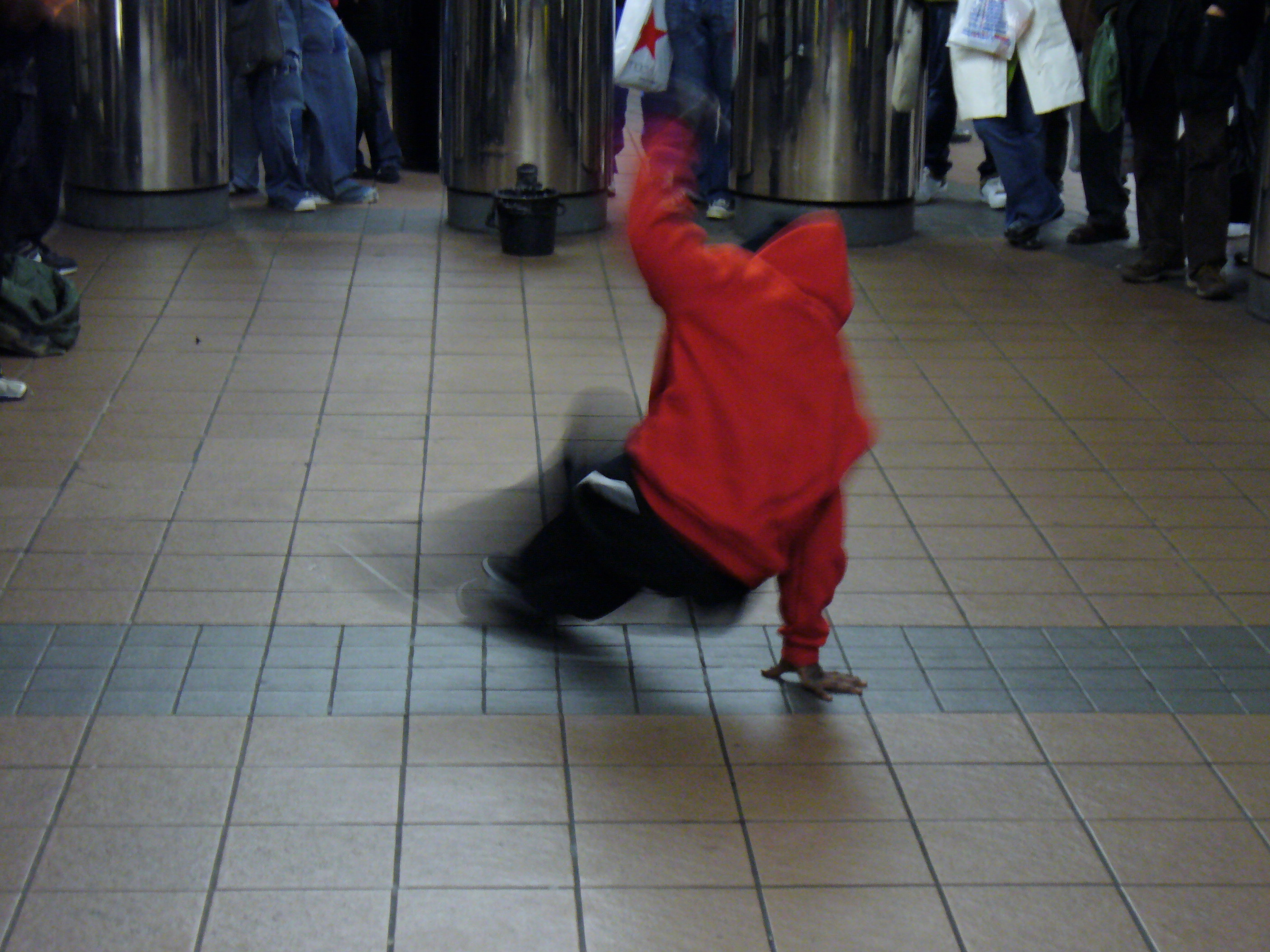
Break dancer, New York.

Le DJ d'origine jamaïcaine Kool Herc se rend compte que l'énergie des gens sur la piste de danse atteint son paroxysme à certains passages d'une chanson où ne sont présentes que la ligne de basse et la ligne de batterie. Il décide donc de jouer ces passages en boucle. Pour ce faire, il utilise deux tourne-disques et met le même disque sur les deux platines. Il passe ainsi d'un disque à l'autre, répétant un même passage, qui s'appelle un break, ou breakbeat. Comme les premiers breakers fréquentaient beaucoup les soirées de Kool Herc, celui-ci les a surnommés les breakers ou B-Boys (B pour Break).
Par ailleurs, dans les années 1970, Afrika Bambaataa, d'abord membre des Bronx River Projects puis créateur de l'Universal Zulu Nation, va vouloir canaliser l'énergie des jeunes gens de son quartier dans des activités artistiques pour éviter qu'ils ne finissent dans des gangs. Avec DJ Kool Herc et Grandmaster Flash, ils vont faire naitre un nouveau mouvement : le hip-hop, dont les quatre piliers sont le MCing, le writing, le deejaying et le b-boying. Afrika Bambaataa créera également l'un des premiers groupes de Bboys, les Zulu Kings.
En 1979, avec des groupes comme Zulu Kings ou bien Nigger Twins, on peut enfin parler de breaking. Les figures de sol basiques sont alors le six-pas (six-temps ou six steps), le trois-pas (trois temps, ou three steps), les freezes (baby freeze, ou le tracks — freeze exécuté à la fin d'une phase comme coupole —), le back-spin phase (rotation sur le dos), le windmill (moulin, ou coupole).
Le break va alors connaître une période d'effervescence et de créativité qui ne sera plus jamais égalée avec des groupes comme Rock Steady Crew, New York City Breakers et Dynamic Rockers. De nouveaux mouvements, plus acrobatiques, font leur apparition : le hand glide, la couronne (halos), le thomas.

### Diffusion en Europe
En France, la première apparition officielle du breaking remonte à la tournée New York City Rap organisée par Europe 1 en 1982, où est présent le Rock Steady Crew. En 1984, l'émission télévisée de Sydney, H.I.P. H.O.P. popularise la culture hip-hop en France ; le jury de l'émission était les P.C.B. (Paris City Breakers). L'intérêt pour le break et le hip-hop s'essouffle assez rapidement, pour connaitre un renouveau au début des années 1990.
En 1990, en Belgique il est organisé un championnat de breaking : les breakers profitent des faveurs que s'attirent des nouvelles danses venues des États-Unis telles que la hype (cf. les clips de Bobby Brown ou MC Hammer). Le championnat organisé à Bruxelles devra cependant être annulé en raison d'affrontements entre certaines bandes rivales ; une version underground de ce tournoi s'organise alors de façon spontanée, et sa qualité convaincra les participants de formaliser les institutions au breaking pour concrétiser le potentiel artistique européen. Un an après, le Battle of the Year est créé en Allemagne.

### Âge sombre (1986-1991)
À partir de 1986, le hip-hop, et le breaking surtout, deviennent démodés à New York, et, du coup, subissent le même sort partout en Europe.[réf. souhaitée]

## Compétitions
Des compétitions internationales et nationales sont régulièrement organisées depuis les années 1990. Ces compétitions prennent la forme de battles dont l'issue est votée par un jury. D'abord organisés par des amateurs et des passionnés, ceux-ci ont rapidement été médiatisés favorisant la professionnalisation des meilleurs bboys/bgirls, par les récompenses financières et le sponsoring de marques, pour la plupart de boissons énergisantes (Red bull avec le Red Bull BC One, Monster Energy avec le battle SilverBack, etc.). Ces dernières années, les deux circuits professionnels internationaux majeurs étaient le Red Bull BC One pour la compétition en solo et le Battle of the year pour la compétition en équipe.
En France, entre 2000 et 2020, plusieurs battles se sont auto-proclamés « championnat de France » en l'absence de compétitions officielles, avec entre-autres le Bboyfrance qui a su s'imposer au fur et à mesure des années.

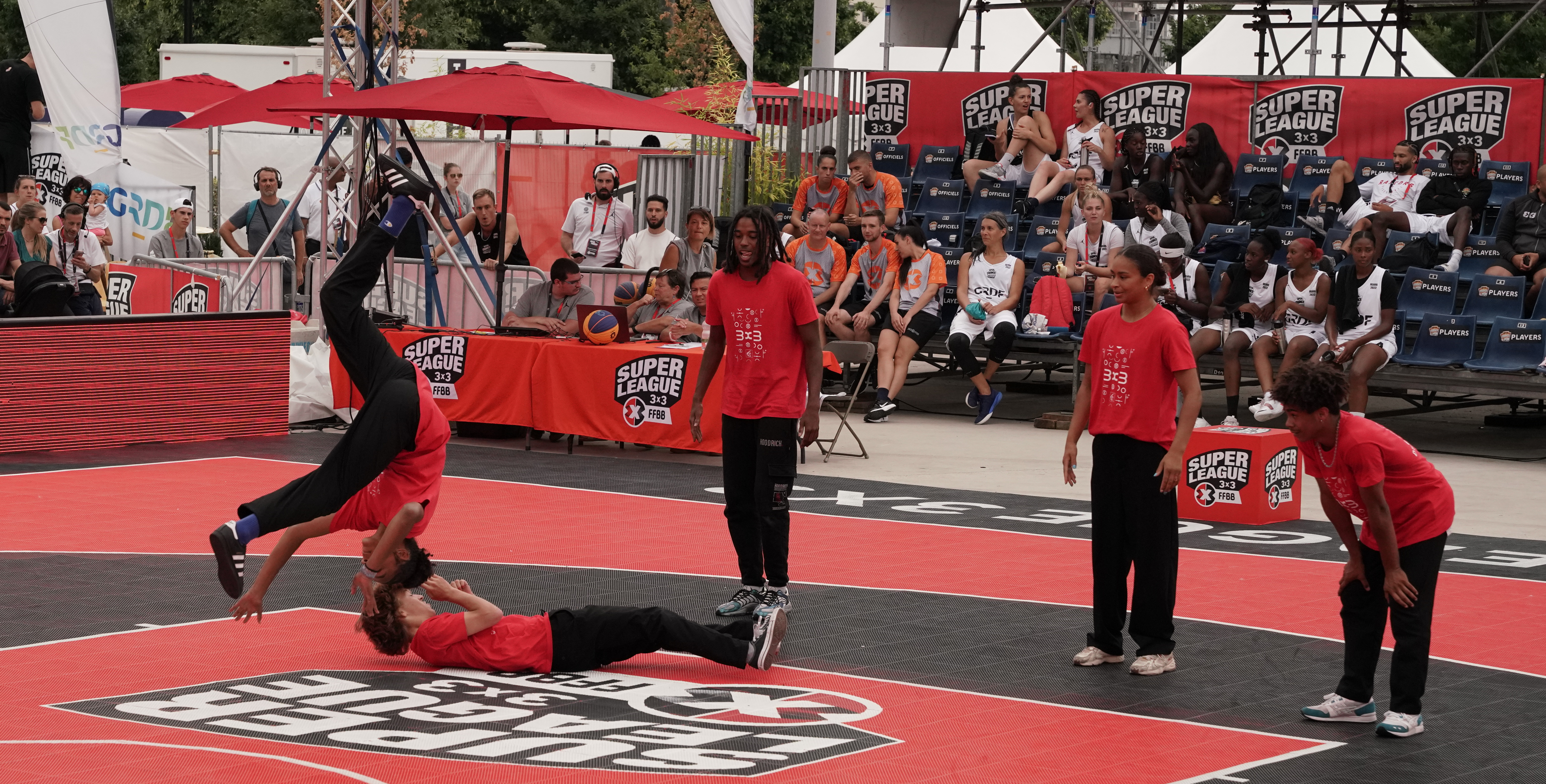
Sya Dembélé et Carlota Dudek de l'équipe de France en 2022.

En 2020, le break français a rejoint la Fédération française de danse qui lancera les premières compétitions reconnues par une fédération et permettant l'accès au statut de sportif de haut niveau en vue de l'intégration de cette discipline aux Jeux olympiques et facilitant encore la professionnalisation de la pratique.
Pour les Jeux olympiques d'été de 2024, la discipline du breaking sera retenue.

## Technique

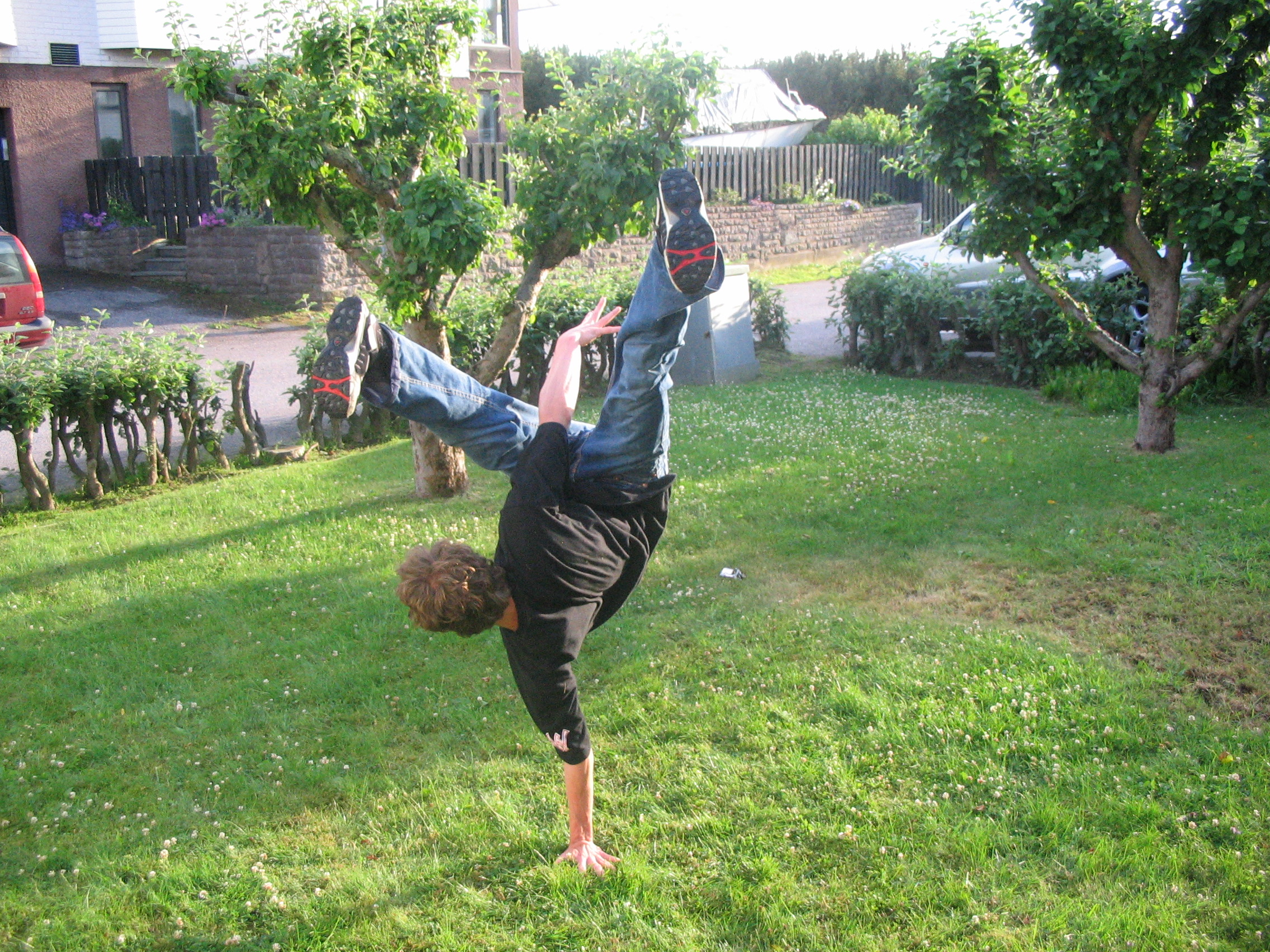
Posture figée en V-Kick.

### Principes
Le breaking se pratique en solo ou en équipe, en général au milieu d'un cercle de personnes. Les danseurs dansent chacun à leur tour en faisant un « passage » qui se déroule de la manière suivante :
1. Le danseur s'avance (ou parfois s'impose) au milieu du cercle et effectue des mouvements de jambe rapides qui rappellent ceux du boxeur Mohamed Ali ; cela s'appelle toprock, ou également « pas de prépa » (puisque c'est seulement le début du passage), pendant lequel le danseur s'échauffe et réserve la place nécessaire pour danser (remarque : un uprock, un salsa step, etc., peut aussi être effectué à la place du toprock) ;
2. Le danseur exécute des figures appelées footwork, ou passpass : pendant qu'il a les mains au sol, ses jambes courent autour de son corps ;
3. Le danseur effectue des figures au sol (les phases mouvement circulaire) qui soulignent soit sa vitesse d'exécution, soit sa force physique, soit sa créativité dans l'art d'enchaîner plusieurs figures, cela s'appelle des phases ou des powermoves (en anglais).

En général, chaque danseur fait partie d'un crew, avec un nom d'équipe approprié. Issue des quartiers difficiles du Bronx, cette danse en a conservé un certain esprit de gangs : ainsi, les crews se défient souvent les uns des autres (battle) ; les deux crews se font face et effectuent des passages successifs. Le vainqueur est choisi par le public ou à l'applaudimètre, ce qui a engendré des discussions interminables en raison de la partialité de cette méthode. Très vite des défis officiels jugés par des danseurs-arbitres ont été organisés, comme la compétition internationale Battle of the Year, qui se déroule dans différentes villes du monde tous les ans, ou le Red Bull BC One qui réunit chaque année dans un pays différent des danseurs de différents groupes.

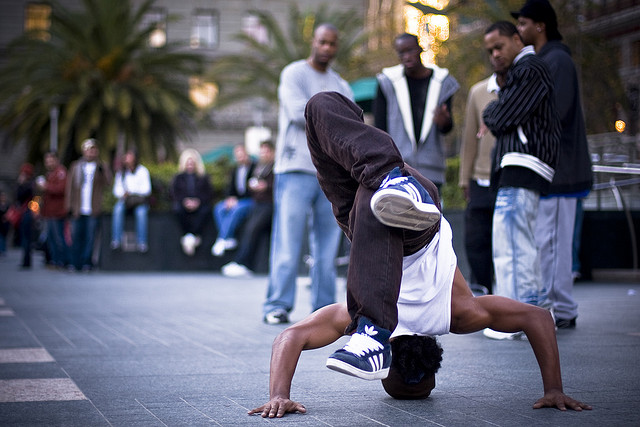

### Glossaire
- Crew : groupe de danse ou groupe de graffeurs.

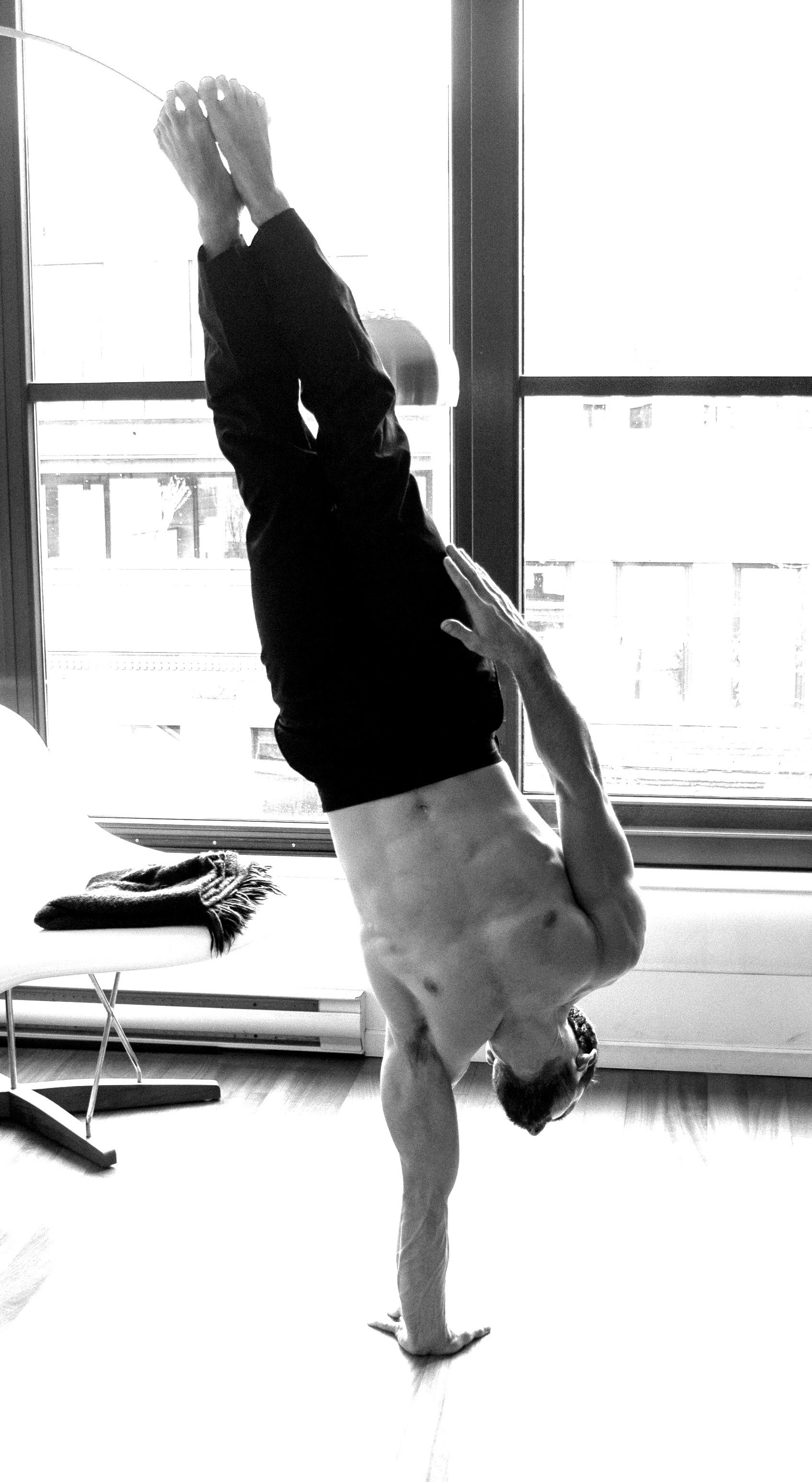
Appui tendu renversé (ou handstand) en breakdance.

- Battle : défi de danse entre deux crew ou deux danseurs.
- Bite (du verbe to bite en anglais, qui signifie « mordre » mais qui équivaudrait ici plutôt à « copier » ou « pomper ») : reprise du mouvement d'un autre danseur ou d'une autre équipe.
- Drops : mouvement de transition entre le top rock et le footwork.
- Foot work (ou downrock) : construction ou pas de danse exécutés au sol.
- Freeze : position statique sur une ou plusieurs parties du corps, qui peut aller de la position élémentaire du baby freeze à des formes plus évoluées alliant souplesse et inventivité comme les planches hollowback.
- Phase (ou power move) : mouvements les plus acrobatiques et aériens du break, ces techniques s'appuient sur des mouvements circulaires répétitifs des jambes (d'où le terme de « phase », comme dans un mouvement oscillatoire) ; phase est un terme plus récent que power move ; les phases comprennent la coupole, le flare (ou « Thomas », qui est à la base une figure de gymnastique tenant son nom de Kurt Thomas), la vrille (ou airflare).
- Spin : tourner sur une partie du corps. Exemple : le headspin désigne une rotation sur la tête (sans poser les mains).
- Style : mouvements qui ont besoin de moins de force physique et de plus d’attitude, de rythme et de style.
- Toprock : pas de préparation du breaker avant sa descente au sol.
- Tricks : mouvement technique, enchaînement de freezes.
- Uprock : danse à caractère martial originaire du Bronx.
- Scratch : le fait de se servir de ses mains pour relancer une rotation par exemple : scratcher  en headspin pour prendre de la vitesse où se stabiliser

### Mouvements et phases
Une phase (power move) est un mouvement des plus difficiles à exécuter. Toutes les phases comportent une rotation (spin), qui fournit l'énergie nécessaire à l'exécution de la figure. Le Thomas (flare) est une phase difficile : il s'agit d'utiliser la rotation des jambes avec le bassin (en écart qui tourne autour du buste / bras) pour se porter facilement deux changements de main d'appui par tour.

#### Passe passe (ou footwork)
- Le six-pas (ou six step) : rotation (peu importe le sens) en six pas, avec le haut du corps (de la tête au bassin) qui ne bouge pas ; le danseur doit toujours rester sur la même ligne et rester de face. Certains y ajoutent des variantes qui reflètent une particularité ou l'identité de chaque breaker. Ce fut l'un des premiers mouvements au sol inventé. Le seven step (sept pas en français) est similaire au six-pas mais en sept pas. C'est un mouvement facile à réaliser mais un peu moins connu.
- Le trois-pas (ou three step) : principe similaire au six-pas, mais en trois pas avec retour systématique au point de départ.

#### Couronne
La couronne (halo) consiste à partir en départ trax. Ensuite, grâce à l’impulsion des bras et des jambes, le corps monte sur la tête et le danseur enchaine immédiatement une rotation sur la tête (le corps à environ 45 degrés), puis retombe en position de trax tout continuant de tourner et ainsi de suite.

#### Coupoles

Mills...

La coupole windmill (ou moulin) est la première coupole à avoir été créée, donc la plus simple. Il s'agit de faire une rotation sur le dos et ensuite de revenir en trax (tout en gardant la rotation) et repartir sur le dos et revenir en trax et ainsi de suite, avec la rotation. Les jambes sont tendues et écartées.
D'autres coupoles ont ensuite été inventées.
- La coupole sautée (ou jumping windmills ; rare, car très douloureuse pour le dos) :  le danseur est sur le dos ; il donne avec un bras ou le dos une forte impulsion pour que le corps décolle  et effectue une rotation de 360°, puis retombe sur le dos tout en effectuant une rotation. À la différence avec d'autres coupoles ayant le même fonctionnement, celle-ci se caractérise par une rotation très haute (1 mètre de hauteur par exemple ; plus la figure est haute, plus la chute demandera une réception maitrisée). Les jambes doivent être tendues et écartées.
- La coupole disk (ou coupole « casse-noisette » ou nutcracker windmills) est très brusque : son principe est identique à celui de la coupole sautée, sauf que la hauteur est très basse. Les jambes sont tendues et écartées.
- La coupole boule (munch mills ou baby mills) : souvent exécutée, même si son apprentissage est difficile, elle reprend les principes de la coupole sautée, sauf que la tête reste posée au sol et que la hauteur et très basse. Les jambes sont regroupées et pliées.
- La coupole german (airplane windmills) coupe malgré elle sa vitesse lorsqu'elle est sur le dos. C'est le même principe que la coupole sautée mais avec beaucoup moins de hauteur et lorsque l'on se retrouve de nouveau sur le dos on ajoute le contact d'une jambe avec le sol. Une jambe doit être tendue et l'autre pliée mais les deux sont regroupées entre elles.
- La coupole ventrale (belly mills) requiert beaucoup de souplesse : les bras sont en prolongement avec le corps et avec la rotation le danseur se trouve sur les épaules. De là, il passe sur le ventre en remontant la tête ainsi que les jambes pour ne pas qu'elles tapent sur le sol. Il se sert des appuis générés par ses bras pour enchaîner et garder la rotation. Les jambes sont tendues et écartées.
- La coupole baril (barrel windmills) est très rapide : une impulsion avec le dos et parfois avec les bras permet au corps de faire un tour de 360° en l'air et de retomber sur le dos, mais la tête reste posé au sol. Les jambes sont tendues et écartés.
- La coupole head est très originale : il s'agit d'une coupole normale, sauf qu'à chaque fin de tour la position ne se termine pas en trax mais sur la tête. Certains breakers en profitent lorsqu'ils sont sur la tête de placer quelques tours de headspin. Les jambes sont tendues et écartées.
- La coupole lotus : même principe qu'une coupole normale, sauf que les jambes sont pliées dans la position du lotus.
- La coupole pierre tombale (tombstone windmills) est très compliquée (à apprendre comme à effectuer) : il s'agit de passer du dos à la tête, et de la tête retomber sur le dos tout en faisant une rotation. Ses mains et ses jambes sont tendues et collées entre elles.

## Filmographie

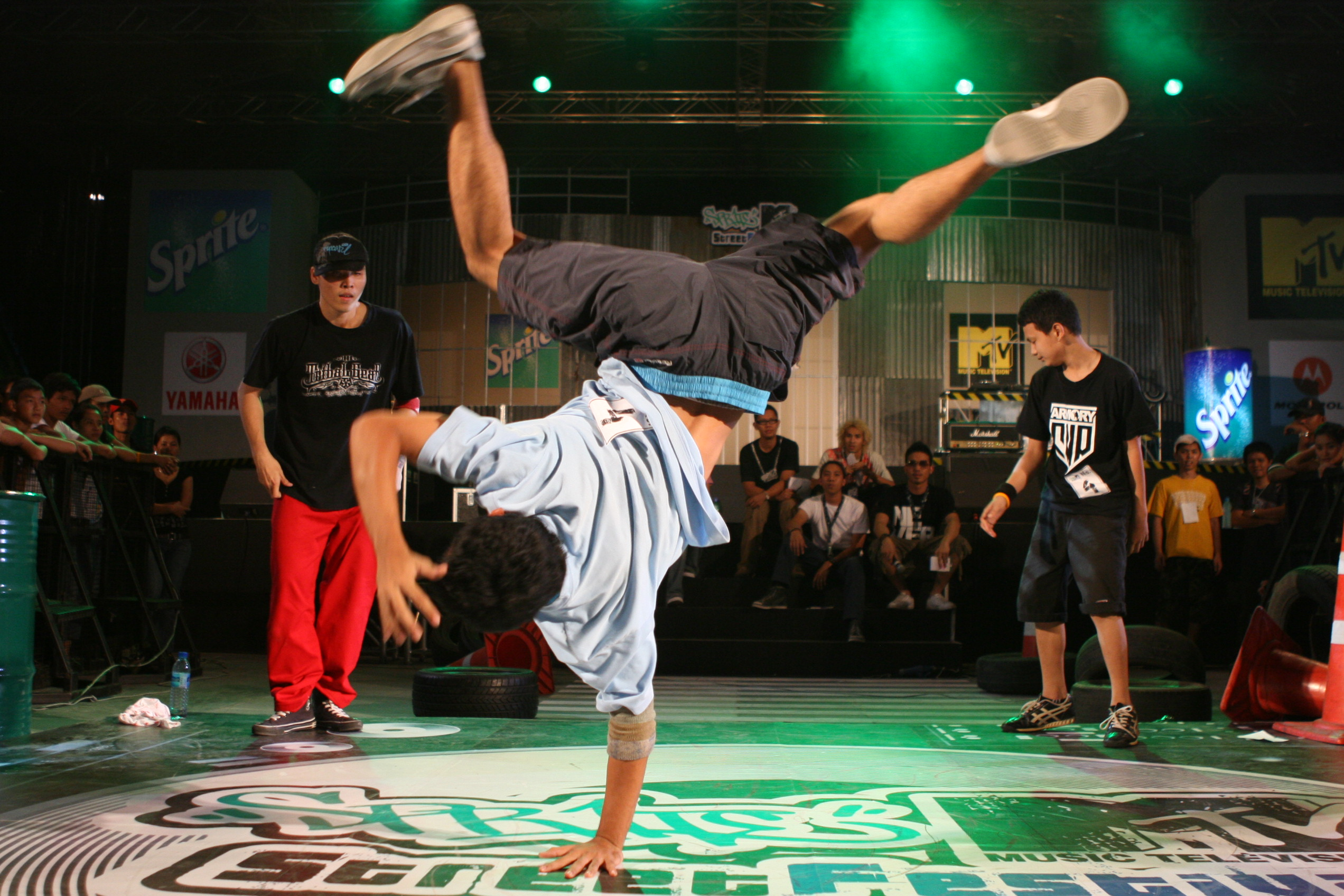
Danseur au « MTV Street Festival, Thailand ».

- 1982 : Wild Style de Charlie Ahearn
- 1983 : Break street 84 ou Breakin', de Joel Silberg[7]
- 1984 : Beat Street, de Stan Lathan
- 2002 : Freshest Kids, documentaire de Israël
- 2003 : Juste Debout, documentaire de KeMp - Style2ouf
- 2003 : Le Défi, de Blanca Li
- 2003 : Honey  de Bille Woodruff
- 2004 : Street Dancers (You got served), de Chris Stokes
- 2006 : Vagabond  danse, de Nadja Harek
- 2006 : Sexy Dance, d'Anne Fletcher
- 2007 : Au cœur des battles, de Nadja Harek, documentaire sur Legiteam Obstruxion
- 2007 : Kickin' It Old Skool (en), de Harvey Glazer, avec Jamie Kennedy et Casper Bboy
- 2007 : Planet B-Boy (en)
- 2007 : Steppin'
- 2008 : Sexy Dance 2
- 2008 :  Smockemon, la relève, de Nadja Harek documentaire sur le Battle of the Year et la relève du bboying lyonnais
- 2009 : Turn it Loose, documentaire sur le Red Bull BC One
- 2010 : Break it to the next level, court métrage de Sylvain Venere et Antoine Schirer - Syle2ouf
- 2010 : Sexy Dance 3D
- 2010 : Street Dance 3D
- 2010 : Dancing Girls
- 2011 : Footloose
- 2011 : Vagabond revient, de Nadja Harek
- 2012 : Street Dance 2
- 2012 : Sexy Dance 4
- 2013 : Battle of the Year réalisé par Benson Lee
- 2013 : Du cercle à la scène, documentaire de Nadja Harek
- 2014 : Sexy Dance 5
- 2016 : The Get Down (série, Netflix)
- 2018 : Battle (Netflix)